# Trollfjorden
Trollfjorden er sidegren til Raftsundet længst mod syd i regionen Vesterålen og i Hadsel kommune. Den tre km lange fjord er kun ca. 70 m bred i mundingen, men udvider sig i bunden. Næppe noget sted i Vesterålen har været så gennemfotograferet, filmet og malet som dette 2 km lange øksehug i Raftsundets vestre række af tinder. Når man oplever den, forstår man hvorfor; den er trolsk, trang og meget smuk – et trækplaster for turister uden sidestykke, i et område som oplevede turisme næsten før begrebet blev kendt. Der var tidligere vandfald i bunden af fjorden, men de er lagt i rør for at udvinde elektricitet.
Trollfjorden besøges daglig af Hurtigruten i den sydgående rute, hurtigruteskibet MS Trollfjord er opkaldt efter fjorden. Der arrangeres også daglige ture med udgangspunkt fra flere steder i Vesterålen og Lofoten

## Slaget i Trollfjorden
Fjorden var skueplads for Slaget i Trollfjorden 6. marts 1890, hvor robådsfiskerne gik i aktion mod dampbådene som forsøgte at lukke dem ude fra fiskeriet i dele af Trollfjorden.
Rederen og handelsmanden Ole J. Kaarbø havde organiseret fiskeri med not fra dampbåde, og udelukkede dermed fiskere med konventionelle redskaber fra den inderste del af fjorden, hvor der var mange torsk. Fiskerne mente udelukkelsen brød med allemandsretten, og efter et håndgemæng fik fiskerne åbnet spærringerne.
I marts 1891 vedtog Stortinget ændringer i Lofotloven som bl.a. forbød brug af not under lofotfiskeri.
Forfatteren Johan Bojer skildrede slaget i romanen Den siste viking.